# Vigla

La Vigla ou Veille en français (en grec : Βίγλα, « guet, veille » venant du latin vigila), aussi connue sous le nom d'arithmos (en grec : Ἀριθμός, « nombre ») est l'une des tagmata d'élite de l'armée byzantine. Cette unité est créée dans la deuxième moitié du VIIIe siècle et perdure jusqu'à la fin du XIe siècle. Aux côtés du régiment des noumeroi, la Vigla forme la garde du palais impérial de Constantinople et est responsable de la sécurité de l'empereur lors des expéditions.

## Histoire et missions
La Vigla est le troisième tagma impérial à être créé, son commandant étant attesté en 791 pour la première fois,. Les termes de Vigla et d’arithmos viennent de la terminologie de l'armée romaine tardive. Le terme vigilia décrit à partir du IVe siècle tout détachement de la garde. Le terme arithmos est la traduction en grec du terme latin numerus, les deux mots étant utilisés dans le sens générique de « régiment ». Dans les sources littéraires, le terme Vigla est plus commun que celui d’arithmos et est aussi le terme utilisé sur les sceaux des commandants de l'unité.

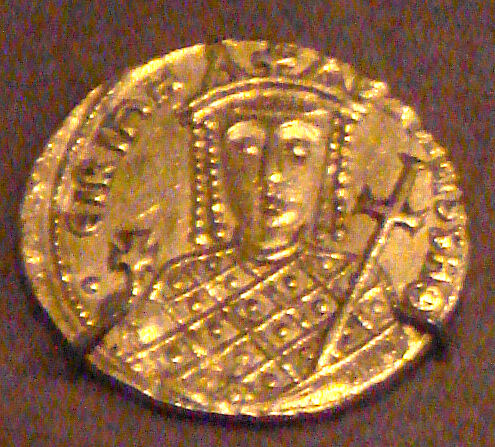
Solidus en or représentant Irène, qui aurait peut-être créé l'unité de la Vigla.

La date exacte de création de l'unité est débattue par les historiens modernes de l'armée byzantine. Le byzantiniste John Haldon considère que l'unité est créée en tant que tagma par l'impératrice Irène l'Athénienne dans les années 780 à partir d'une brigade provinciale. Toutefois, Warren Treadgold soutient que l'unité est créée en même temps que les deux premières tagmata que sont les excubites et les scholai, par l'empereur Constantin V au milieu du VIIIe siècle. Si la première hypothèse est la bonne, alors la création du régiment de la Vigla par Irène pourrait être vue comme une volonté de contrebalancer l'influence des deux premières tagmata, qui restent loyales à l'iconoclasme et n'apprécient pas la politique iconophile d'Irène. De son côté, l'unité provinciale à l'origine de la Vigla serait bien plus ancienne. La présence de titres archaïques issus de la fin de l'Empire romain pour désigner ses officiers semble indiquer une origine antérieure aux conquêtes musulmanes du VIIe siècle. L'unité étant alors peut-être une vexillation de cavalerie. Aux côtés de la plupart des autres tagmata, la Vigla disparaît au cours des décennies de crise de la fin du XIe siècle. La dernière mention de cette unité date de 1094.
Comme son nom l'indique, la Vigla remplit des missions de garde, tant au sein du palais impérial qu'en situation de campagne. À la différence des autres tagmata de cavalerie qui sont principalement positionnées en dehors de Constantinople (en Thrace et en Bithynie), la Vigla est grandement présente au sein de la cité impériale. Ses membres y remplissent des missions de garde du palais impérial aux côtés des bien moins prestigieuses tagmata d'infanterie des noumeroi (se chargeant aussi de la garde des prisons du palais) et des teicheiōtai gardant les murs de la cité. Lors des expéditions impériales, la Vigla et ses commandants sont responsables de la sécurité du camp de l'armée, relaient les ordres de l'empereur et gardent les prisonniers de guerre.

## Organisation
Comme les autres tagmata, la question de la taille de l'unité est l'objet de controverses. Warren Treadgold considère que la taille standard des tagmata est de 4 000 hommes chacune. Les autres historiens, notamment John Haldon, sont bien moins optimistes et défendent l'idée d'unités moins nombreuses, comptant à peu près 1 000 hommes. En ce qui concerne l'organisation des tagmata, elle ne varie pas selon les unités et est bien documentée. Seule la titulature varie légèrement, reflétant les origines différentes de ces unités.
Fait unique au sein des tagmata reflétant peut-être son origine, le commandant de la Vigla porte de le titre de drongaire (en grec : δρουγγάριος τῆς βίγλας, droungarios tēs viglas) que l'on traduit parfois par « drongaire de la garde ». Ce titre de drongaire était bien plus courant au VIe siècle. Le premier propriétaire connu de cette fonction est Alexis Mousélé en 791. Du fait de sa proximité avec l'empereur, le drongaire est souvent un conseiller de confiance ainsi que l'un des principaux officiers de l'empire. Au Xe siècle, la fonction est confiée à certains des rejetons les plus éminents de l'aristocratie militaire byzantine. Toutefois, vers 1030, le drongaire devient un fonctionnaire civil détenant des responsabilités judiciaires. À ce titre, la fonction perdure longtemps après la dissolution du régiment et survit jusqu'à la fin de l'ère Paléologue.
Sous la direction du drongaire se trouvent deux topotērētai (au singulier Topotērētē, en grec : τοποτηρητής, « lieutenant »), un chartulaire (χαρτουλάριος [τοῦ ἀριθμοῦ]) qui dirige le secrétariat du drongaire et l'akolouthos, un titre particulier à la Vigla mais correspondant aux officiers subalternes suivants : le proximos du tagma des scholai et le prōtomandatōr des excubites. L'unité est divisée en vingt banda (au singulier : bandon, en grec : βάνδον, du latin bandum soit « bannière ») comptant théoriquement 50 soldats chacun et commandés par un komēs (en grec : κόμης [τοῦ ἀριθμοῦ], « comte » des arithmos). Ils commandent chacun cinq kentarchoi (au singulier : kentarchos, en grec : κένταρχος soit « centurion »).
Parmi les rangs moins importants que l'on retrouve dans chaque tagma, il y a deux classes d'officiers subalternes : les bandophoroi (en grec : βανδοφόροι, « porte-drapeaux ») et les mandatores (en grec : μανδάτορες, « messagers »). Chaque tagma compte quarante bandophoroi divisés en quatre groupes de dix avec des titres différents pour chaque unité. En ce qui concerne la Vigla, ces titres trouvent leur origine dans les rangs de cavalerie classiques de l'armée byzantine des Ve et VIe siècles. Ce sont les bandophoroi, les labourisioi (en grec : λαβουρίσιοι, une déformation du terme du VIe siècle labarēsioi soit « porteurs du labarum »), les sēmeiophoroi (en grec : σημειοφόροι, « porteurs d'un insigne ») et les doukiniatores (en grec : δουκινιάτορες, une nouvelle déformation du latin ducenarii, terme militaire de l'Empire romain tardif). La Vigla présente aussi la particularité d'avoir plusieurs grades de messagers. En plus des mandatores que l'on retrouve dans les autres unités, elle comprend des legatarioi (en grec : λεγατάριοι, « légataires »), des thyrōroi (en grec : θυρωροί, « portiers »), des skoutarioi (en grec : σκουτάριοι, « porteurs de bouclier ») et des diatrechontes (en grec : διατρέχοντες, « coureurs »),.